# Амонатов Фаррух Хукуматович
Фаррух Хукуматович Амонатов (тадж. Фаррух Ҳукуматович Амонатов; 13 квітня 1978, Душанбе) — таджицький шахіст, другий в історії — після Магарама Магомедова — гросмейстер тієї країни (звання здобув 2002 року).

## Шахова кар'єра
Від середини 1990-х років належить до провідних представників збірної Таджикистану. Від 1996 до 2006 року чотири рази (зокрема двічі на першій шахівниці) взяв участь у шахових олімпіадах. 2005 року взяв участь у кубку світу, який проходив у Ханти-Мансійську, де в 1-му колі здолав Михайла Красенкова], але в 2-му поступився Магнусові Карлсену.
Фаррух Амонатов здобув низку особистих успіхів, зокрема: поділив 1-ше місце в Калузі (2002), поділив 1-ше місце в Новомосковську (2002, з Валентином Арбаковим), поділив 1-ше місце в Москва (двічі 2003 року, з Володимиром Добровим і Борисом Савченком), посів 1-ше місце в Рязані (2003), посів 1-ше місце у Владимирі (2004), посів 2-ге місце в Серпухові (2004, фінал кубку Росії, у фіналі поразка від Артема Ільїна), посів 1-ше місце в Москві (2005 i 2006), посів 1-ше місце в Казані (2007), поділив 1-ше місце у Воронежі (2007, з Борисом Савченком i Олександром Ластіним), поділив 1-ше місце в Томську (2007, разом із, зокрема, Маратом Джумаєвим, Андрієм Гутовим i Андрієм Бєлозеровим), посів 1-ше місце в Калузі (2007). 2008 року поділив 1-ше місце на меморіалі Георгія Агзамова в Ташкенті (разом з Антоном Філіпповим i Віталієм Цешковським), а також на меморіалі Михайла Чигоріна в Санкт-Петербурзі (разом з Володимиром Бєловим i Валерієм Поповим), крім того поділив 2-ге місце (позаду Леньєра Домінгеса, разом з Ігорем Хенкіним) на меморіалі Капабланки в Гавані.
Найвищий рейтинг Ело дотепер мав станом на 1 липня 2008 року, досягнувши 2650 пунктів, посідав тоді 74-те місце в світовій класифікації ФІДЕ.

## Зміни рейтингу
| На цьому місці має відображатися графік чи діаграма, однак з технічних причин його відображення наразі вимкнено. Будь ласка, не видаляйте код, який викликає це повідомлення. Розробники вже працюють для того, щоби відновити штатне функціонування цього графіка або діаграми. | |
| | На цьому місці має відображатися графік чи діаграма, однак з технічних причин його відображення наразі вимкнено. Будь ласка, не видаляйте код, який викликає це повідомлення. Розробники вже працюють для того, щоби відновити штатне функціонування цього графіка або діаграми. |